# ارمانو ولف فيراري
ارمانو ولف فيراري (بالإيطالية: Ermanno Wolf-Ferrari)‏ (و. 1876 – 1948 م) هو ملحن، وعالم موسيقى من إيطاليا . ولد في البندقية .
توفي في البندقية .

## أعمال بارزة
من أهم أعماله Il campiello

## روابط خارجية
- ارمانو ولف فيراري على موقع IMDb (الإنجليزية)
- ارمانو ولف فيراري على موقع الموسوعة البريطانية (الإنجليزية)
- ارمانو ولف فيراري على موقع مونزينجر (الألمانية)
- ارمانو ولف فيراري على موقع ميوزك برينز (الإنجليزية)
- ارمانو ولف فيراري على موقع قاعدة بيانات برودواي على الإنترنت (الإنجليزية)
- ارمانو ولف فيراري على موقع أول ميوزيك (الإنجليزية)
- ارمانو ولف فيراري على موقع ديسكوغز (الإنجليزية)
- ارمانو ولف فيراري على موقع قاعدة بيانات الفيلم (الإنجليزية)